# La La La Human Steps

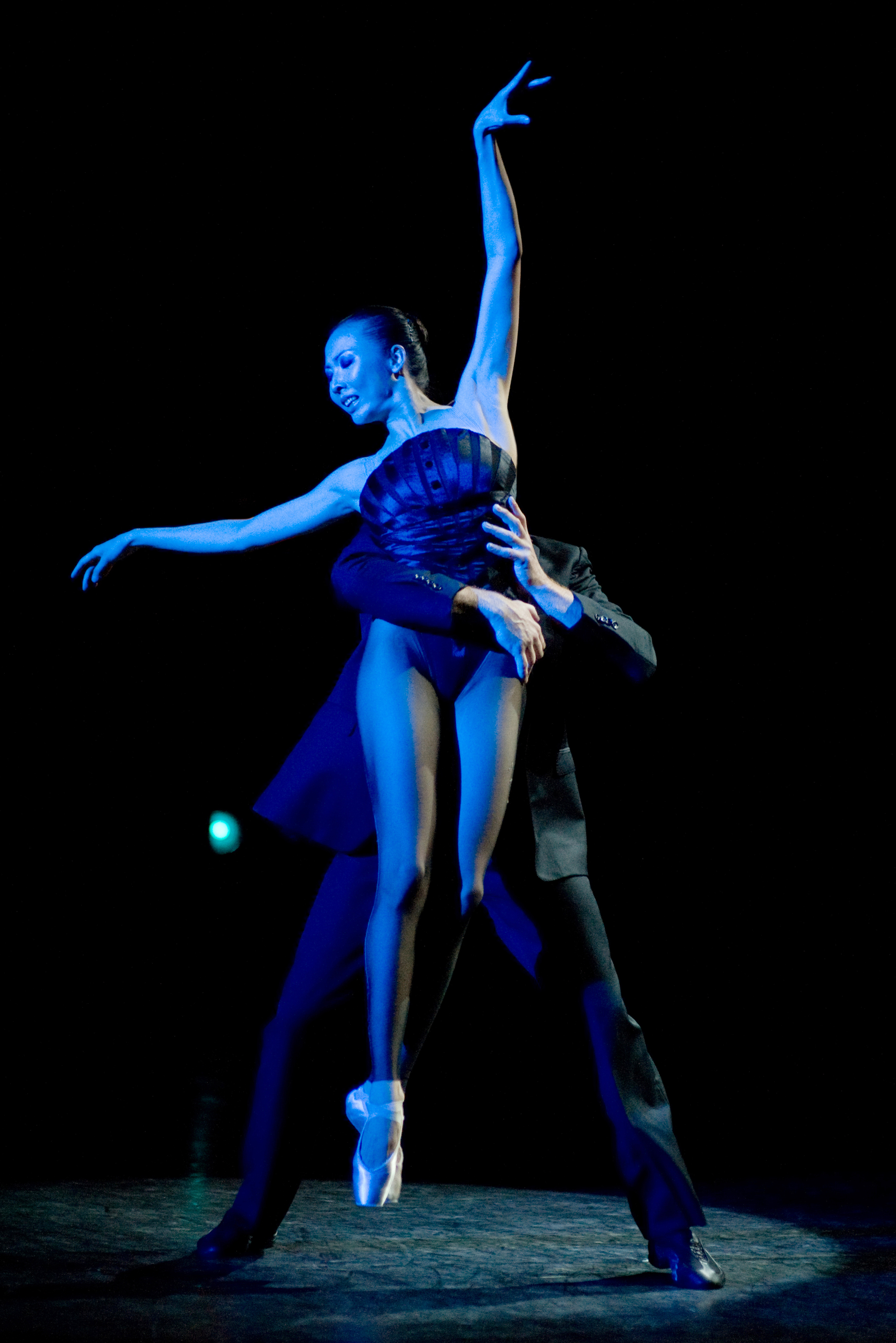
Représentation de New Work en 2011 à Vienne.

La La La Human Steps, fondée en 1980 par le chorégraphe Édouard Lock, est une compagnie de danse contemporaine établie à Montréal au Québec et active jusqu'en septembre 2015. 

## Historique

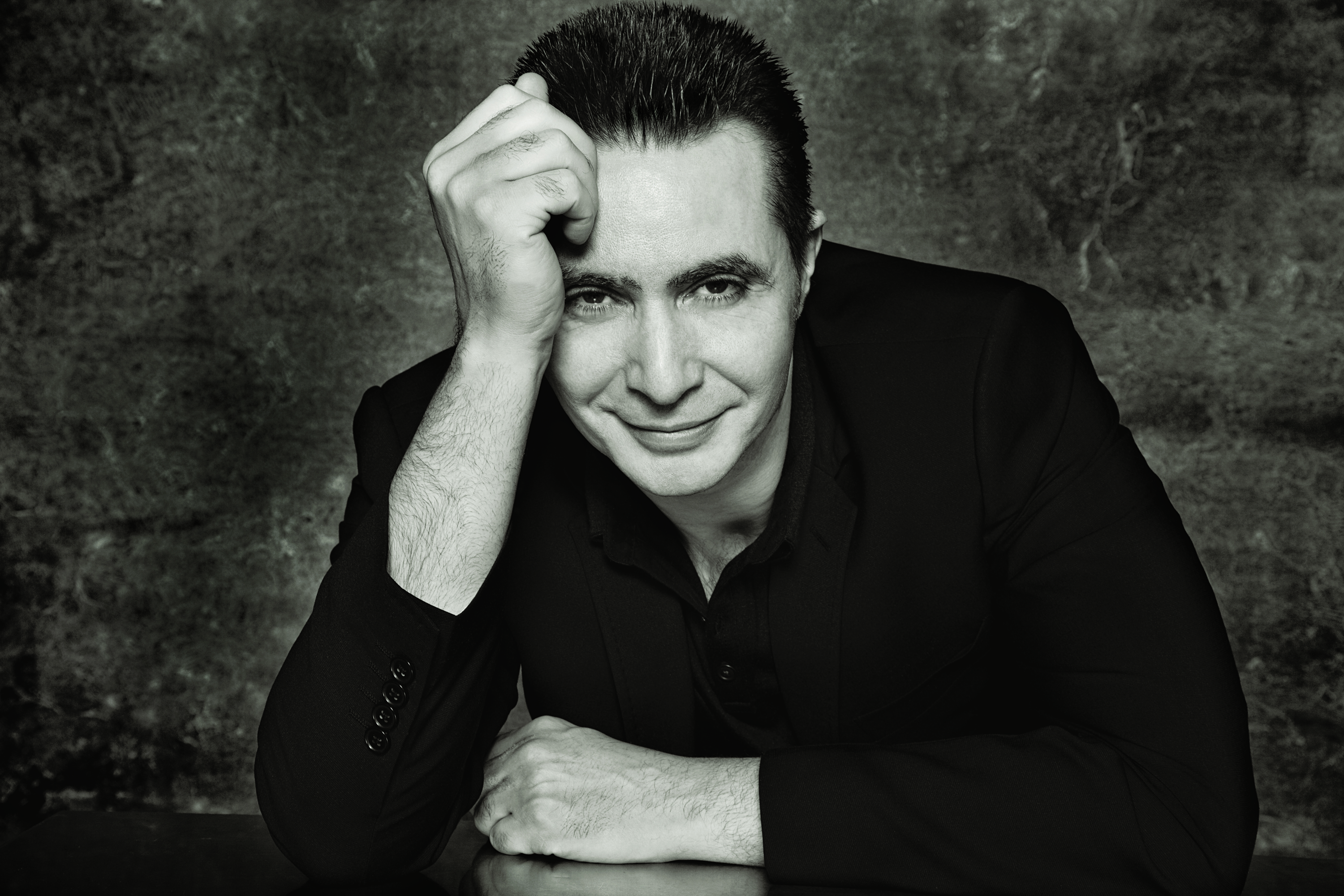
Edouard Lock, fondateur de La La La Human Steps

La La La Human Steps est fondée par Édouard Lock en 1980 à la suite d'une série de spectacles présentés pendant trois semaines au Théâtre l'Eskabel du quartier Saint-Henri à Montréal, ce qui la mène à The Kitchen à New York, haut lieu de la danse contemporaine de l'époque.
De 1980 à 1998, la danseuse Louise Lecavalier a permis à cette troupe d'établir sa réputation internationale. Parmi les collaborateurs de la première heure, se trouve le metteur en scène Michel Lemieux. La troupe a notamment travaillé avec David Bowie en 1988, Frank Zappa en 1992 et l'Opéra de Paris en 2002. 
Parmi les autres compositeurs ayant collaboré à La La La Human Steps se trouvent : Rober Racine, West India Company, Einstürzende Neubauten et David Van Tieghem, Iggy Pop, Shellac of North America, My Bloody Valentine, Gavin Bryars, David Lang et Janitors Animated ( Yves Chamberland )
Le 2 septembre 2015, Édouard Lock annonce la fin de la compagnie et sa démission de ses fonctions de chorégraphe et de directeur, essentiellement à cause des difficultés financières, principalement celles rencontrées lors de la dernière tournée,.

## Style
Très physique et athlétique, la danse de La La La Human Steps recourt depuis le milieu des années 1990 à la technique de pointe. Au cours des années 1980, Louise Lecavalier a fait de la vrille à l'horizontale une signature chorégraphique typique de la compagnie et de sa danseuse principale.

## Œuvres
- Lily Marlène dans la jungle (1980)
- Oranges (1981)
- Businessman in the Process of Becoming an Angel (1983)
- Human Sex (1985)
- New Demons (1987)
- Duo no.1 (1987)
- Infante, c’est destroy (1991)
- Film, Le petit musée de Velasquez (1994)
- 2 (1995)
- Exaucé/Salt (1998)
- Amelia (2002) musique originale de David Lang
- Amjad (2007)
- New Work (2011)